# La vida entera
La vida entera est une telenovela vénézuélienne diffusé en 2008-2009 sur Venevisión.

## Acteurs et personnages
- Anastasia Mazzone : Julieta Torres
- Jorge Reyes : Salvador Duque
- Carlos Montilla : Cristóbal Duque
- Marlene De Andrade : Laly Falcon
- Beatriz Valdés : Olympia de Duque
- Carlos Mata : Facundo Montoya
- Gustavo Rodríguez : Napoleon Duque
- Crisol Carabal : Titina San Juan
- Gledys Ibarra : Pasion Guerra
- Carlos Cruz : Prospero Bermudez
- Marisa Román : Carlota Duque
- Roque Valero : Miky Mata
- Luis Gerónimo Abreu : Guillermo Maduro
- Tania Sarabia : Primitiva Pérez
- Cesar De La Torre : Juancito
- Lourdes Valera : Rosa
- Héctor Manrique : Licenciado Mechan
- Daniela Bascopé : Natalia Montoya
- Henry Soto : Segundo Durán
- Roberto Lamarca : Tamanaco Rangel
- Beatriz Vázquez : Luz Mediante
- Basilio Alvarez : Phillipie Centeno
- Paula Woyzechowsky : Perla
- Mariaca Semprum : Marivi Bello
- Adolfo Cubas
- Andreína Yépez : Tesoro
- Adriana Romero
- Alejandro Corona : Canelon
- Pedro Durán : Mancha
- Paula Bevilacqua
- Iván Romero
- Fernando Villate
- Cristóbal Lander
- Yina Vélez
- Ligia Duarte
- Anna Massimo
- Daniela Maya : Lucia Durán
- Carlos Dagama : Daniel Torres
- Daniel Ackerman
- Josué Villaé
- Leonardo Villalobos
- Mariángel Ruiz

## Diffusion internationale
- Venevisión (2008-2009)
- Venevisión+Plus
- Guatevisión
- TCS
- TC Televisión
- Univision[2]
- Antena Latina
- Red ATB
- Telemix Internacional
- Netflix

### Sources
- (es) Cet article est partiellement ou en totalité issu de l’article de Wikipédia en espagnol intitulé « La vida entera » (voir la liste des auteurs).